# Coryacris diversipes
Coryacris diversipes är en insektsart som beskrevs av Rehn, J.A.G. 1909. Coryacris diversipes ingår i släktet Coryacris och familjen Romaleidae. Inga underarter finns listade i Catalogue of Life.